# Afrique du Sud aux Jeux olympiques d'hiver de 1960
Cet article contient des informations sur la participation et les résultats de l'Afrique du Sud aux Jeux olympiques d'hiver de 1960.
Pour la première fois de son histoire, l'Afrique du Sud participait aux Jeux olympiques d'hiver. Et cette-année-là, les Jeux se déroulaient aux États-Unis à Squaw Valley.

## Patinage artistique
| Nom                            | Épreuve           | Résultats |
| ------------------------------ | ----------------- | --------- |
| Marion Sage                    | Individuel femmes | 23e       |
| Patricia Eastwood              | Individuel femmes | 25e       |
| Marcelle Matthews & Gwyn Jones | Couple            | 13e       |